# ハンマーカール
ハンマーカール(hammer curl)は、ウエイトトレーニングの種目の一つ。腕橈骨筋と上腕筋が主に鍛えられる。上腕二頭筋にも負荷がかかる。

## 具体的動作

### スタンディング・ダンベル・ハンマーカール
1. ニュートラルグリップでダンベルを持って両手の手のひらが向き合うようにして直立する。胸を張り、心持ち前傾姿勢をとる。
2. 息を吐きながら、肘を動かさないようにダンベルを上げる。
3. 腕橈骨筋と上腕筋が十分に収縮するのを感じ取ったら、息を吸いながら元の姿勢に戻る。
4. 2~3を繰り返す。

### スタンディング・ケーブル・ハンマーカール
1. ロープーリーにトライパワーハンドルまたはトライセップスロープをセットする。
2. ニュートラルグリップでハンドルを持って手のひらが内側を向くようにして、ロープーリーに背中を向けて直立する。
3. 息を吐きながら、ハンドルを上げる。
4. 腕橈骨筋と上腕筋が十分に収縮するのを感じ取ったら、息を吸いながら元の姿勢に戻る。
5. 3~4を繰り返す。反対の手も同様に行う。

### スタンディング・トライセップスバー・ハンマーカール
1. ニュートラルグリップでトライセップスバーの縦方向の部分を両手のひらが向き合うようにして持って直立する。胸を張り、心持ち前傾姿勢をとる。
2. 息を吐きながら、バーを上げる。
3. 腕橈骨筋と上腕筋が十分に収縮するのを感じ取ったら、息を吸いながら元の姿勢に戻る。
4. 2~3を繰り返す。

### シーテッド・ダンベル・ハンマーカール
1. ニュートラルグリップでダンベルを持って両手の手のひらが向き合うようにしてベンチに座る。
2. 息を吐きながら、ダンベルを上げる。
3. 腕橈骨筋と上腕筋が十分に収縮するのを感じ取ったら、息を吸いながら元の姿勢に戻る。
4. 2~3を繰り返す。

### シーテッド・ケーブル・ハンマーカール
1. ロープーリーにトライパワーハンドルまたはトライセップスロープをセットする。ベンチをロープーリーの前に縦向きに設置する。
2. ニュートラルグリップでハンドルを持って手のひらが内側を向くようにして、ロープーリーに背中を向けてベンチに座る。
3. 息を吐きながら、ハンドルを上げる。
4. 腕橈骨筋と上腕筋が十分に収縮するのを感じ取ったら、息を吸いながら元の姿勢に戻る。
5. 3~4を繰り返す。反対の手も同様に行う。

### インクライン・ダンベル・ハンマーカール
1. ニュートラルグリップでダンベルを持って両手の手のひらが向き合うようにしてインクラインベンチに仰向けになる。
2. 息を吐きながら、ダンベルを上げる。
3. 腕橈骨筋と上腕筋が十分に収縮するのを感じ取ったら、息を吸いながら元の姿勢に戻る。
4. 2~3を繰り返す。

### インクライン・ケーブル・ハンマーカール
1. ロープーリーにトライパワーハンドルまたはトライセップスロープをセットする。インクラインベンチをロープーリーの前に縦向きに設置する。
2. ニュートラルグリップでハンドルを持って手のひらが内側を向くようにして、ロープーリーに背中を向けてインクラインベンチに仰向けになる。
3. 息を吐きながら、ハンドルを上げる。
4. 腕橈骨筋と上腕筋が十分に収縮するのを感じ取ったら、息を吸いながら元の姿勢に戻る。
5. 3~4を繰り返す。反対の手も同様に行う。

### プリーチャー・ダンベル・ハンマーカール
1. ニュートラルグリップでダンベルを持って両手の手のひらが向き合うようにして、プリーチャーベンチのパッドに腕を乗せてシートに座る。
2. 息を吐きながらダンベルを上げる。
3. 前腕が床と垂直になる手前まで腕を曲げたら、息を吸いながら元の姿勢に戻る。
4. 2~3を繰り返す。

### プリーチャー・トライセップスバー・ハンマーカール
1. ニュートラルグリップでトライセップスバーの縦方向の部分を両手のひらが向き合うようにして持って、プリーチャーベンチのパッドに腕を乗せてシートに座る。
2. 息を吐きながらバーを上げる。
3. 前腕が床と垂直になる手前まで腕を曲げたら、息を吸いながら元の姿勢に戻る。
4. 2~3を繰り返す。

### プリーチャー・ケーブル・ハンマーカール
1. ロープーリーにトライパワーハンドルまたはトライセップスロープをセットする。プリーチャーベンチをロープーリーの前に設置する。
2. ニュートラルグリップでハンドルを持って手のひらが内側を向くようにして、ロープーリーの方を向いてシートに座る。
3. 息を吐きながら、肘を動かさないようにハンドルを上げる。
4. 腕橈骨筋と上腕筋が十分に収縮するのを感じ取ったら、息を吸いながら元の姿勢に戻る。
5. 3~4を繰り返す。反対の手も同様に行う。

### ダンベル・コンセントレーション・ハンマーカール
1. 脚を大きく開いてベンチに座り、ニュートラルグリップでダンベルを持って、手のひらが縦を向くようにして、ダンベルを持った方の腕の肘を大腿の内側に押しつけるように固定する。
2. 息を吐きながら、ダンベルを上げる。
3. 腕橈骨筋と上腕筋が十分に収縮するのを感じ取ったら、息を吸いながら元の姿勢に戻る。
4. 2~3を繰り返す。